# Lista das cidades mais populosas da Ásia

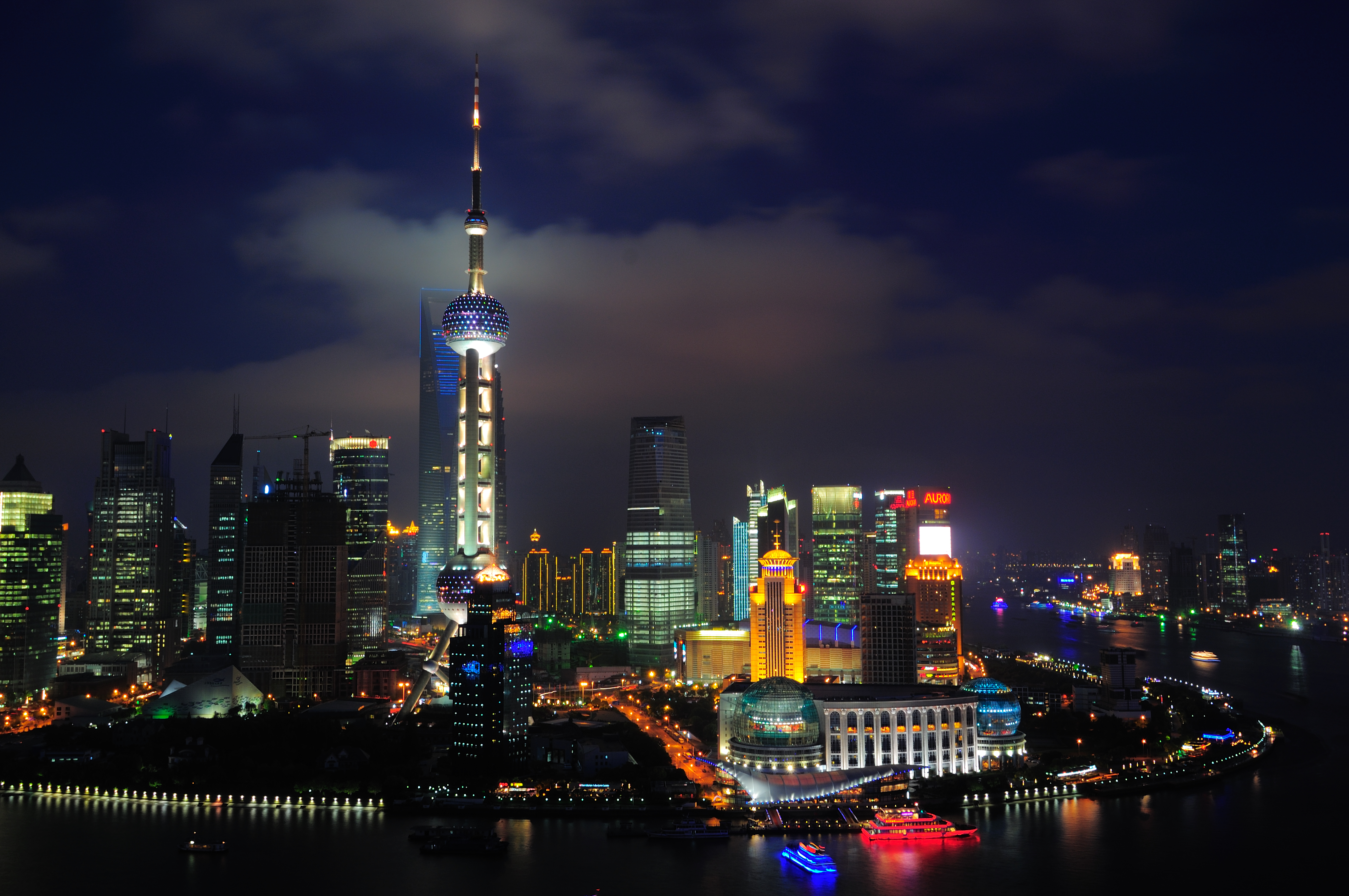
Xangai, a cidade mais populosa do mundo.

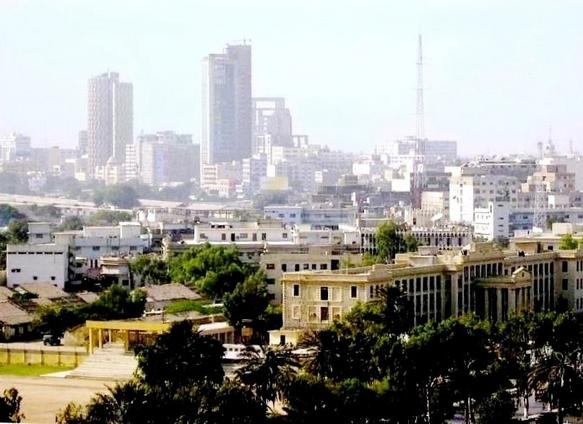
Karachi, terceira cidade mais populosa do continente.

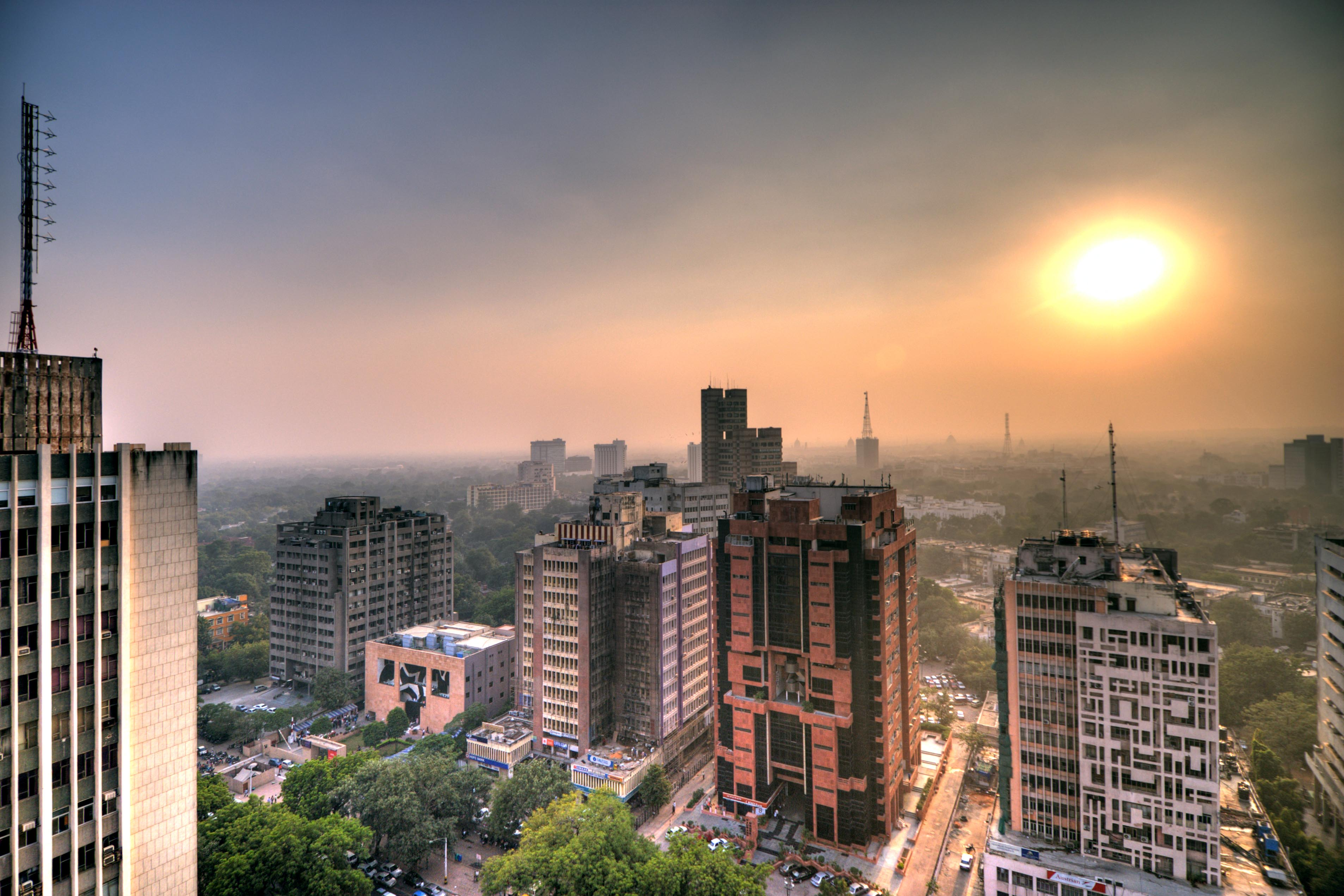
Délhi, a quarta maior cidade asiática.

Esse é um artigo baseado em artigos "Wikipedia" de diversos idiomas que contém a lista e a população aproximada das maiores cidades do continente asiático.
| N° | Cidade                  | População  | País           |
| -- | ----------------------- | ---------- | -------------- |
| 1  | Xangai                  | 23 710 000 | China          |
| 2  | Mumbai                  | 13 922 125 | Índia          |
| 3  | Karachi                 | 13 205 339 | Paquistão      |
| 4  | DélhiPB/DéliPE          | 12 259 230 | Índia          |
| 5  | Istambul                | 11 755 536 | Turquia        |
| 6  | Seul                    | 10 660 532 | Coreia do Sul  |
| 7  | Tóquio                  | 8 704 569  | Japão          |
| 8  | Ho Chi Minh             | 8 637 000  | Vietname       |
| 9  | Jacarta                 | 8 579 263  | Indonésia      |
| 10 | TeerãPB/TeerãoPE        | 8 250 882  | Irão           |
| 11 | Bangkok                 | 8 102 832  | Tailândia      |
| 12 | Pequim                  | 7 817 968  | China          |
| 13 | Hong Kong               | 7 064 640  | China          |
| 14 | Lahore                  | 6 936 563  | Paquistão      |
| 15 | Daca                    | 6 737 774  | Bangladesh     |
| 16 | BagdáPB/BagdadePE       | 5 337 684  | Iraque         |
| 17 | Bangalore               | 5 310 318  | Índia          |
| 18 | SingapuraPB/SingapuraPE | 5 237 334  | Singapura      |
| 19 | Cantão                  | 5 103 466  | China          |
| 20 | Calcutá                 | 5 080 519  | Índia          |
| 21 | Yangon                  | 4 994 082  | Myanmar        |
| 22 | Riade                   | 4 742 038  | Arábia Saudita |
| 23 | Chennai                 | 4 590 267  | Índia          |
| 24 | Chongqing               | 4 579 725  | China          |
| 25 | Xi'an                   | 4 445 222  | China          |
| 26 | Wuhan                   | 4 303 340  | China          |
| 27 | Hyderabad               | 4 025 335  | Índia          |
| 28 | Ancara                  | 3 984 069  | Turquia        |
| 29 | Chengdu                 | 3 916 581  | China          |
| 30 | Ahmedabad               | 3 913 793  | Índia          |
| 31 | Chittagong              | 3 761 337  | Bangladesh     |
| 32 | Yokohama                | 3 676 188  | Japão          |
| 33 | Tianjin                 | 3 666 320  | China          |
| 34 | Shenyang                | 3 543 444  | China          |